# Tárcoles
Tárcoles – rzeka w prowincji Puntarenas, w Kostaryce. Swoje źródła bierze w paśmie górskim na południowych zboczach Kordyliery Środkowej, przepływa przez Park Narodowy Carara. Przez około 70 km kieruje swoje wody na zachód i południowy zachód i uchodzi do Oceanu Spokojnego przez Zatokę Nicoya. 
Rzeka jest utworzona przez połączenie rzek Virilla i Grande de San Ramón. Obejmuje mokradła, które oferują możliwości obserwowania ptaków, szlaki turystyczne i jedne z najwyższych wodospadów w kraju. Ma długość około 111 km, a dorzecze zajmuje powierzchnię 2121 km². Uważana jest za najbardziej zanieczyszczoną rzekę w Ameryce Środkowej. 
Tárcoles ma jedną z największych populacji krokodyli na świecie, których jest tutaj ok. 25 tysięcy. Zwierzęta te odgrywają ważną rolę w ekosystemach wodnych, są cennym zasobem gospodarczym, stanowią wielką atrakcję turystyczną i mają zainteresowanie naukowe, ponieważ są jedynymi ocalałymi z grupy Archozaurów.